# Ivano Zanatta
Ivano Zanatta (* 3. August 1960 in Toronto, Ontario) ist ein ehemaliger italo-kanadischer Eishockeyspieler sowie derzeitiger -trainer und -funktionär. Er war italienischer Nationalspieler. Seine Söhne Michael, Luca und Alessandro spielten ebenfalls für Italiens Nationalmannschaft.

## Karriere
Zanatta wurde im kanadischen Toronto als Sohn einer aus Venetien stammenden Familie geboren. Ab 1984 bis zu seinem Karriereende 1996 spielte er in Italien: Zunächst für SG Cortina, dann beim HC Devils Milano und letztlich beim AS Varese. Mit den Devils Milano wurde er 1992, 1993 und 1994 italienischer Meister. Als Mitglied der italienischen Nationalmannschaft nahm er an den Olympischen Spielen 1992 in Albertville sowie an Weltmeisterschaften teil.
Der Italokanadier blieb im Anschluss an seine Spielerkarriere im Eishockeygeschäft und wurde Trainer. Von 1996 bis 1998 war er Cheftrainer in Cortina und hatte dieses Amt dann von 1998 bis 2000 in Mailand inne. Als Co-Trainer ging Zanatta 1999 zum HC Lugano in die Schweizer NLA. 2003 gewann er in dieser Rolle mit den Südtessinern den Schweizer Meistertitel. Im Frühjahr 2006 wurde Luganos Cheftrainer Larry Huras während der Playoffs entlassen, Zanatta führte die Mannschaft anschließend gemeinsam mit Huras-Nachfolger Harold Kreis zum Meistertitel. Kreis wechselte danach zu den ZSC Lions, Zanatta blieb in Lugano und wurde neuer Cheftrainer. 2006/07 schieden die Bianconeri unter Zanattas Leitung im Viertelfinal der NLA-Meisterrunde aus. Im Dezember 2007 wurde Zanatta nach vier Niederlagen in Folge seines Amtes enthoben, blieb aber zunächst im Verein, ehe sein Vertrag im Frühjahr 2008 aufgehoben wurde.
Zanatta wechselte in die Kontinentale Hockey-Liga (KHL) und wurde Co-Trainer beim russischen Verein SKA St. Petersburg. Nach der Entlassung von Cheftrainer Barry Smith übernahm er im Frühjahr 2010 dessen Amt. Im Oktober desselben Jahres wurde er entlassen. Von 2012 bis 2014 gehörte Zanatta als Co-Trainer zum Stab von HC Lev Prag (damals KHL). Er arbeitete als Manager für den italienischen Verband, ehe er im Frühjahr 2015 vom NLA-Klub HC Ambrì-Piotta als Sportdirektor eingestellt wurde. Im April 2017 wurde er auf diesem Posten von Paolo Duca abgelöst.
Zur Saison 2017/18 wechselte er zum HK Sotschi in die KHL und übernahm dort das Amt des Co-Trainers. Anschließend war er drei Jahre lang Assistenztrainer beim HK Dynamo Sankt Petersburg in der zweitklassigen Wysschaja Hockey-Liga, ehe er im August 2021 zum chinesischen Nationaltrainer und zudem zum Cheftrainer der Kunlun Red Star aus der KHL ernannt wurde. Den Klub verließ er nach der Saison 2021/22 und wechselte zunächst als Assistenztrainer zum HC Ajoie in die Schweiz.

## Erfolge und Auszeichnungen
- 1992 Italienischer Meister mit dem HC Devils Milano
- 1992 Alpenliga-Gewinn mit dem HC Devils Milano
- 1993 Italienischer Meister mit dem HC Devils Milano
- 1994 Italienischer Meister mit dem HC Devils Milano